# Gerhard Wahrig
Gerhard Wahrig ur. 10 maja 1923 w Burgstädt, zm. 2 września 1978 w Wiesbaden – niemiecki językoznawca. Zajmował się leksykografią, semantyką i gramatyką. W roku 1966 opublikował słownik języka niemieckiego, który do r. 2006 doczekał się ośmiu wydań i został sprzedany w łącznym nakładzie 1.5 miliona egzemplarzy.